# Szczytniki Duchowne
Szczytniki Duchowne – wieś w Polsce położona w województwie wielkopolskim, w powiecie gnieźnieńskim, w gminie Gniezno.
Wieś duchowna Szczytniki, własność arcybiskupstwa gnieźnieńskiego, pod koniec XVI wieku leżała w powiecie gnieźnieńskim województwa kaliskiego. W latach 1975–1998 miejscowość administracyjnie należała do województwa poznańskiego. We wsi znajduje się Zespół Szkolny im. ks. Jana Twardowskiego i przyszkolne przedszkole. Szkoła ma w posiadaniu boisko. 
Liczba mieszkańców w 2021 wynosiła 868.
Nazwa „Szczytniki” pochodzi prawdopodobnie od szczytów (tarcze), które wyrabiano tam za czasów Piastów.